# Zorro's Black Whip
Zorro's Black Whip is een Amerikaanse filmreeks uit 1944, bestaande uit 12 korte films met een totale lengte van 211 minuten. De reeks werd gepubliceerd door Republic Pictures.
Anders dan de titel doet vermoeden, komt het personage Zorro niet voor in de reeks. In plaats daarvan draait het verhaal om een heldin die de naam “The Black Whip”.

## Verhaal
Nadat haar broer (de originele Black Whip) om het leven komt bij zijn strijd tegen corrupte politici, neemt Barbara Meredith de identiteit van de Black Whip aan. Als expert met een zweep en pistool rekt ze ten strijde tegen Hammond en diens bende. Hammond vermoordde Barbara’s broer omdat hij voor het feit dat Idaho een staat zou worden was. Geholpen door de overheidsagent Vic Gordon voorkomt ze dat Hammond zijn greep op de stad kan behouden.

## Rolverdeling
| Acteur             | Personage                       |
| ------------------ | ------------------------------- |
| Linda Stirling     | Barbara Meredith/The Black Whip |
| George J. Lewis    | Vic Gordon                      |
| Lucien Littlefield | "Tenpoint" Jackson              |
| Francis McDonald   | Dan Hammond                     |
| Hal Taliaferro     | Baxter                          |
| John Merton        | Ed Harris                       |

## Citaten
(Hammond en zijn handlangers proberen de identiteit van de Black Whip te achterhalen, en hebben nog steeds niet door dat het een vrouw is)
- Hammond: Barbara Meredith, she's the Black Whip!
- Baxter: She couldn't be! The Black Whip's got to be a man! He's outshot us, outrode us, and outfought us, stopped at us every turn!

## Achtergrond

### Hoofdstukken
1. The Masked Avenger
2. Tomb of Terror
3. Mob Murder
4. Detour to Death
5. Take Off That Mask!
6. Fatal Gold
7. Wolf Pack
8. The Invisible Victim
9. Avalanche
10. Fangs of Doom
11. Flaming Juggernaut
12. Trail of Tyranny

### Stunts & effecten
Stunts:
- Babe DeFreest als The Black Whip
- Dale Van Sickel als Vic Gordon/Rock Heavy Karl/Camp Heavy/Danley
- Tom Steele als Baxter/Ed
- Helen Thurston

Special Effects door Republic's in-house team van de Gebroeders Lydecker.

### Productie
De film werd gemaakt om mee te liften op het succes van de film The Mark of Zorro uit 1940. Omdat Republic er niet in slaagde de rechten op het Zorro-personage in handen te krijgen, maakten ze hun eigen versie. De naam Zorro wordt derhalve in de hele filmreeks nooit genoemd.
Beeldmateriaal van de serie werd later gebruikt in andere series zoals Don Daredevil Rides Again (1951) en Man with the Steel Whip (1954).
Het filmen van de reeks vond plaats tussen 29 juli en 26 augustus 1944, onder de werktitel The Black Whip. Het budget bedroeg $134.899, maar de kosten stegen uiteindelijk tot $145,251.
Het zesde hoofdstuk kwam uit op 16 november 1944, wat tegenwoordig als de officiële premièredatum wordt gezien.

## Trivia
- De achternamen van de twee hoofdpersonages, Meredith en Gordon, zijn bedoeld als interne grappen. Dit zijn namelijk ook de achternamen van de twee versies van Nyoka the Jungle Girl uit Jungle Girl en Perils of Nyoka.
- Dit was een van de twee 12 delen tellende filmreeksen die in 1944 werd uitgebracht. De ander was The Tiger Woman.